# Rhodostemonodaphne praeclara
Rhodostemonodaphne praeclara är en lagerväxtart som först beskrevs av Noel Yvri Sandwith, och fick sitt nu gällande namn av Madriñán. Rhodostemonodaphne praeclara ingår i släktet Rhodostemonodaphne och familjen lagerväxter. Inga underarter finns listade i Catalogue of Life.